# Послушајте песму моју
„Послушајте песму моју“ је сингл Мирослава Илића из 1965. године. На њој се налазе следеће песме:
1. Коло воденичарка
2. Послушајте песму моју
3. Поточић жубори
4. Савила се вита грана јаблана